# Axelsee
Der Axelsee ist ein Altwassersee an der Weser südlich von Höxter. Er liegt zwischen Würgassen und Lauenförde. Er ist etwa 12 ha groß. Im Wasser kommen Hecht, Karpfen, Aal, Barsch, Schleie und Zander vor. Der Axelsee ist für Freizeitsportarten nutzbar und es ist ein Freizeitgelände für Camping etc. angeschlossen.